# Cazalegas
Cazalegas es un municipio y localidad española de la provincia de Toledo, en la comunidad autónoma de Castilla-La Mancha. El término municipal, ubicado en la comarca de la Sierra de San Vicente, tiene una población de 2098 habitantes (INE 2024).

## Toponimia
El término Cazalegas podría derivarse de la voz céltica caçaliecas. En 1156 figura con el nombre de Faztalegas y a comienzos del siglo XVI como Caçalegar y Caçalegal.

## Geografía
El municipio se encuentra situado sobre un pequeño cerro que da vista a la vega del río Alberche. Pertenece a la comarca de la Sierra de San Vicente, en las Tierras de Talavera, y linda con los términos municipales de San Román de los Montes, Castillo de Bayuela, Lucillos, Talavera de la Reina y Pepino.

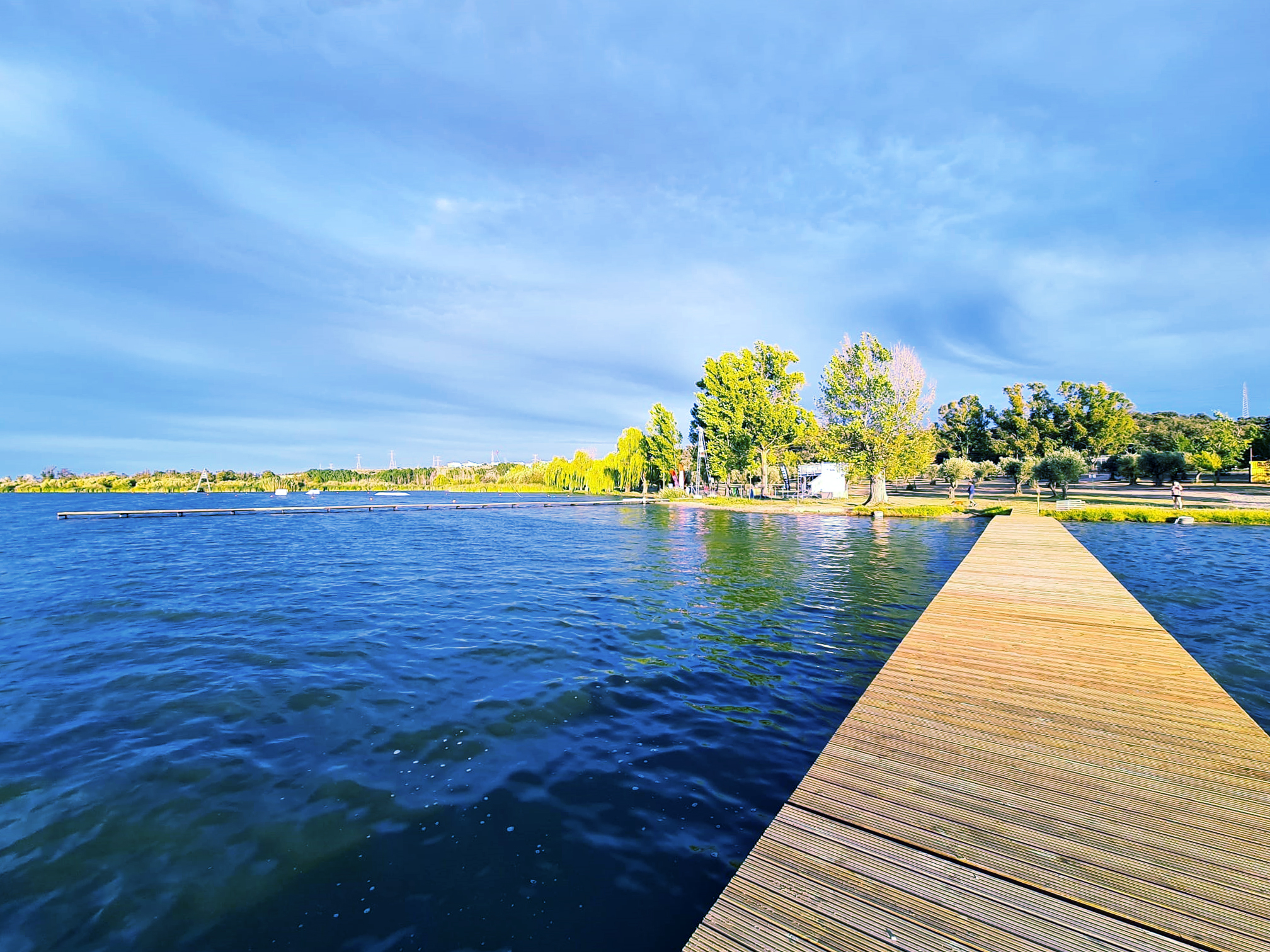
Embalse de Cazalegas

Está situado en un promontorio sobre el valle del río Alberche. Se caracteriza por tener un clima continental con inviernos fríos y nebulosos y veranos muy cálidos. Tiene una rica flora en las orillas del pantano, compuesta de álamos, olmos, chopos, plantas fluviales acuáticas y es un buen lugar de observación de aves, especialmente zancudas y migratorias como las garzas, los cormoranes, gansos, ánsares y rapaces como halcones, águilas o el aguilucho lagunero. 
En su término se encuentra el embalse de Cazalegas, que recoge las aguas que provienen del Alberche. Se construyó en 1949, tiene una superficie de 150 ha con una capacidad de 7 hm³.
La localidad se encuentra a unos 14 km de Talavera de la Reina y a 58 km de Toledo.

## Historia
Se piensa que el pueblo podría tener su origen en la antigua ciudad romana de Cazalia, aunque no existen datos que lo confirmen. En los desecamientos del pantano se han encontrado lápidas con restos tardorromanos y visigodos. Los árabes debieron tener casas labriegas aprovechando la riqueza de la tierra y posteriormente tras la reconquista de estas tierras en el año 1083 por Alfonso VI fueron aprovechadas como zonas de cultivo por los habitantes de Talavera de la Reina. De su antigüedad dan testimonio dos torres, una alta de ladrillo y piedra con mortero de cal, y otra más pequeña, con una veleta, del año 700.
A mediados del siglo XIX, el lugar tenía contabilizada una población de 190 habitantes. La localidad aparece descrita en el sexto volumen del Diccionario geográfico-estadístico-histórico de España y sus posesiones de Ultramar de Pascual Madoz de la siguiente manera:

CAZALEGAS: l. con ayunt. en la prov. y dióc. de Toledo (10 leg.), part. jud. de Talavera de la Reina (2 1/2), aud. terr. de Madrid (18), c. g. de Castilla la Nueva: sit. al fin de una inmensa llanura sobre un cerro pequeño que da vista á la vega del r. Alberche, goza de clima templado, reinan los encontrados vientos del E. y O., y se padecen intermitentes y algunas inflamaciones del bazo; tiene 50 casas; la de ayunt. y cárcel que son malísimas; escuela de niños dotada con 840 rs., á la que asisten 16; igl. parr. dedicada á San Vicente mártir, curato de entrada y provision ordinaria; una ermita que sirve de campo santo, y una fuente de buenas aguas, aunque cargadas de cal. Confina el térm. por N. con San Roman y Castillo de Bayuela; E. Lucillos y Brugel; S. Villanueva de Horcajo; O. Talavera de la Reina, á dist. de 1/4 leg. a una, y comprende un cas. llamado Corralejo, el monte del mismo nombre, 1/2 leg. O. con algunas encinas, y el soto denominado de Ambos rios, medianamente poblado de las mismas: le baña el r. Alberche, que entra por la parte de Escalona, quedando este pueblo á su izq.: el puente que tiene este r. en la carretera de Estremadura, se halla al fin de esta jurisd.: el terreno es bastante calizo, aunque tiene algunas partidas buenas: los caminos vecinales é intransitables en tiempo de lluvias: el correo se recibe en Talavera por los mismos interesados. prod.: trigo, cebada, avena, garbanzos, algarrobas y aceite; se mantiene ganado lanar, vacuno y algo de cerda, y se cria caza menor. ind.: 3 molinos de aceite. pobl.: 45 vec., 190 alm. cap. prod.: 544,718 rs. imp.: 14,668. contr. segun el cálculo oficial de la prov.: 74'48 por 100. presupuesto municipal: 4,400, del que se pagan 1,500 al secretario por su dotacion, y se cubre con los arrendamientos de una dehesa boyal y algunos arbitrios subastados por el ayuntamiento.
(Madoz, 1847, p. 267)

La riqueza en economía y turismo le vino dada a esta población en 1949 cuando fue inaugurado el embalse de Cazalegas, dentro de los planes de regadío de la dictadura de Franco. Aparte del crecimiento de los cultivos en toda la comarca las playas del embalse se convirtieron en un lugar de ocio, deporte y esparcimiento de la población, convirtiéndose en un lugar muy atractivo para el turismo interior.

## Demografía
Cuenta con una población de 2098 habitantes (INE 2024).
| Gráfica de evolución demográfica de Cazalegas entre 1842 y 2021                                                       |
| |
| Población de derecho según los censos de población del INE. Población de hecho según los censos de población del INE. |

## Administración
| Periodo   | Nombre                         | Partido       |
| --------- | ------------------------------ | ------------- |
| 1979-1983 | Faustino Barroso Sánchez       | Independiente |
| 1983-1987 | Faustino Barroso Sánchez       | PSOE          |
| 1987-1991 | Faustino Barroso Sánchez       | PSOE          |
| 1991-1995 | José Antonio Torres Sánchez    | PP            |
| 1995-1999 | José Antonio Torres Sánchez    | PP            |
| 1999-2003 | José Antonio Torres Sánchez    | PP            |
| 2003-2007 | Aurelio Rodríguez Gómez        | PSOE          |
| 2007-2011 | Aurelio Rodríguez Gómez        | PSOE          |
| 2011-2015 | Amando Blanco Carrasquilla     | IU            |
| 2015-2019 | Francisco Javier Blanco Guerro | PP            |
| 2019-2023 | Francisco Javier Blanco Guerro | PP            |
| 2023-act. | Francisco Javier Blanco Guerro | PP            |

## Patrimonio

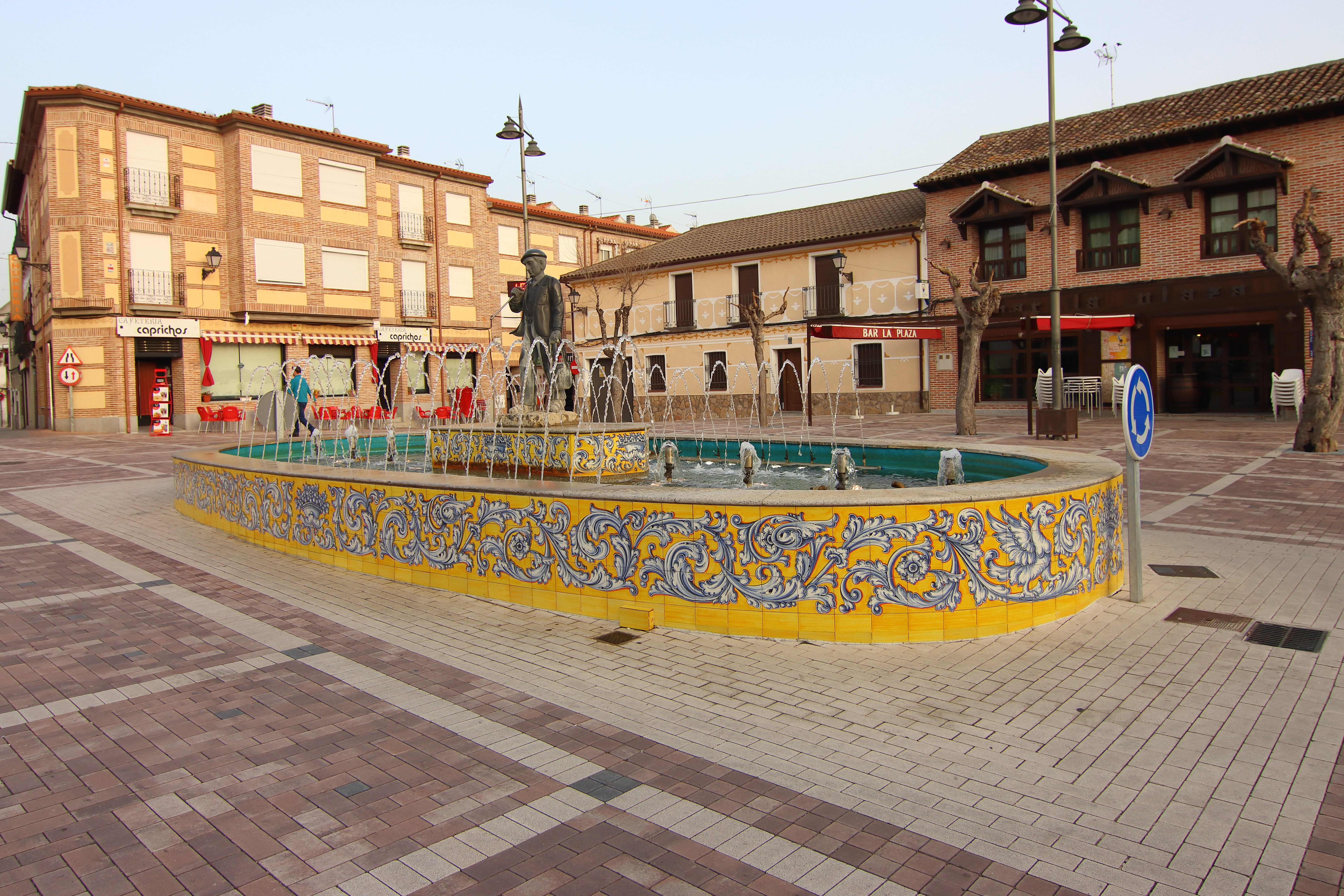
Abrevadero con cerámica de Talavera

En la localidad se encuentra la iglesia parroquial de San Vicente Mártir. También hay un abrevadero con cerámica de Talavera, el caño y un viejo depósito de agua municipal.

## Cultura

### Folclore
Se hizo famoso en el siglo XIX el llamado Duende de Cazalegas.

### Fiestas
- 22 de enero: San Vicente.
- 2 de febrero: Virgen de la Candelaria.[4]
- Del 13 al 18 de agosto: Nuestra Señora del Rosario.